# Luis Alcoriza
Luis Alcoriza, właśc. Luis Alcoriza de la Vega (ur. 5 września 1918 w Badajoz, zm. 3 grudnia 1992 w Cuernavaca) – meksykański reżyser, scenarzysta i aktor filmowy pochodzenia hiszpańskiego. 
Reprezentował nową falę w filmie meksykańskim. Tworzył głównie filmy o tematyce społecznej. Jako scenarzysta współpracował często z Luisem Buñuelem. Wywarł znaczący wpływ na odrodzenie i rozwój meksykańskiej kinematografii. Poza obszarem hiszpańskojęzycznym jest jednak niezbyt dobrze znany.
Jako aktor znany z roli Jezusa Chrystusa, którą kreował w kilku filmach.

## Filmografia (wybór)

### Reżyseria
- 1961 – Los jóvenes
- 1962 – Perły Świętej Łucji
- 1964 – Amor y sexo
- 1965 – Tarahumara
- 1973 – Mecánica nacional
- 1974 – Przepowiednia
- 1976 – Las fuerzas vivas
- 1980 – A Paso de cojo
- 1988 – Día de muertos

### Scenariusz
- 1946 – El ahijado de la muerte
- 1948 – Nocturno de amor
- 1949 – Lekkoduch
- 1950 – Zapomniani
- 1950 – Tú, solo tú
- 1951 – Nieślubna córka
- 1953 – Brutal
- 1954 – Wzgórza wichrów
- 1954 – Marzenie jedzie tramwajem
- 1955 – Rzeka i śmierć
- 1956 – Śmierć w ogrodzie
- 1959 – Gorączka w El Pao
- 1962 – Perły Świętej Łucji
- 1962 – Anioł zagłady (współaut.)
- 1965 – Tarahumara
- 1968 – Romeo contra Julieta
- 1973 – Mecánica nacional
- 1974 – Przepowiednia
- 1976 – Las fuerzas vivas
- 1987 – Lo que importa es vivir
- 1988 – Día de muertos
- 1996 – Pesadilla para un rico

### Aktor
- 1941 – La Torre de los suplicios
- 1943 – Los Miserables
- 1944 – Nana jako De Fauchery
- 1946 – María Magdalena  jako Jezus Chrystus
- 1948 – Reina de reinas: La Virgen María jako Jezus z Nazaretu
- 1949 – Lekkoduch jako Alfredo

## Nagrody i nominacje
- 1951 – dwa Srebrne Ariele za film Los olvidados (z L. Buñuelem) na festiwalu w Meksyku
- 1961 – nominacja do Złotego Niedźwiedzia na 11. MFF w Berlinie za film Los jóvenes
- 1965 – nominacja do Złotej Palmy oraz Nagroda FIPRESCI na 18. MFF w Cannes za film Tarahumara
- 1973 – Złoty Ariel za film Mecánica nacional na festiwalu w Meksyku
- 1974 – Nagroda Specjalna na MFF w San Sebastian za film Presagio
- 1987 – nominacja do Złotej Nagrody na MFF w Moskwie za film Lo que importa es vivir
- 1988 – dwie nominacje do Srebrnego Ariela za film Lo que importa es vivir na festiwalu w Meksyku
- 1988 – nominacja do Złotego Ariela za film Lo que importa es vivir na festiwalu w Meksyku
- 1990 – nagroda honorowa na festiwalu w Meksyku
- 1991 – nominacja do nagrody Goya w kategorii najlepszy scenariusz – adaptacja za film La sombra del ciprés es alargada
- 1991 – Goya w kategorii najlepszy film hiszpańskojęzyczny za film La sombra del ciprés es alargada
- 1992 – Salvador Toscano Medal

## Życie osobiste
- Miał żonę Janet Alcorizę, aktorkę i scenarzystkę. Małżeństwo to przerwała śmierć Luisa Alcorizy.